# نانسي هيكس ماينارد
نانسي هيكس ماينارد (بالإنجليزية: Nancy Hicks Maynard)‏ هي صحفية أمريكية، ولدت في 1 نوفمبر 1946 في هارلم في الولايات المتحدة، وتوفيت في 21 سبتمبر 2008.